# Fun for Fan
Albums de Ami Suzuki
Infinity Eighteen Vol.2
(2000) Around the World
(2005)
Compilations par Ami Suzuki
Ami Selection
(2011)
Singles
Fun For Fan (FUN for FAN) est la 1re compilation de Ami Suzuki, sortie en 2001.

## Présentation
L'album sort le 30 mai 2001 au Japon sous le label True Kiss Disc de Sony Music Japan, produit et coécrit par Tetsuya Komuro. Il atteint la 1re place du classement de l'Oricon. Il se vend à 242 330 exemplaires la première semaine, et reste classé pendant 8 semaines, pour un total de 379 290 exemplaires vendus.
Cette compilation contient dans l'ordre chronologique les chansons-titres des douze singles sortis par la chanteuse sous ce label, dont deux "double face A", soit quatorze chansons.
Les titres de son dernier single d'alors, le "double face A" Reality/Dancin' in Hip-Hop, figurent uniquement sur cette compilation.
C'est le dernier disque de Ami Suzuki avec ce label et avec Tetsuya Komuro, qui l'avait lancée trois ans auparavant. En effet, à la suite de problèmes de droits d'auteurs entrainant un procès avec sa maison de disques, en cours lors de la sortie de cette compilation, la chanteuse voit sa carrière s'interrompre en plein succès, bien que dans son droit, et ne pourra pas sortir d'autre disque pendant plusieurs années. Elle finira par sortir deux singles en 2004 sur des labels indépendants, et ne recommencera à sortir des disques en major qu'à partir de 2005 pour le label concurrent avex trax.

## Liste des titres
| 1.  | Love the Island (love the island)                                   | 4:56 |
| 2.  | Alone in My Room (alone in my room)                                 | 5:02 |
| 3.  | All Night Long - Single Mix (all night long -Single Mix-)           | 4:58 |
| 4.  | White Key (white key)                                               | 4:38 |
| 5.  | Nothing Without You                                                 | 4:33 |
| 6.  | Don’t Leave Me Behind (Don't leave me behind)                       | 4:43 |
| 7.  | Silent Stream                                                       | 5:21 |
| 8.  | Be Together - Original mix (BE TOGETHER -ORIGINAL MIX-)             | 4:24 |
| 9.  | Our Days - Original mix (OUR DAYS -ORIGINAL MIX-)                   | 4:57 |
| 10. | Happy New Millennium (HAPPY NEW MILLENNIUM)                         | 4:13 |
| 11. | Don't Need to Say Good Bye (Don't need to say good bye)             | 5:33 |
| 12. | Thank You 4 Every Day Every Body (THANK YOU 4 EVERY DAY EVERY BODY) | 5:04 |
| 13. | Reality - TK Original mix                                           | 4:58 |
| 14. | Dancin' in Hip-Hop - Original mix                                   | 5:03 |